# Волкерс-Кі
Во́лкерс-Кі (Волкер, англ. Walker's Cay) — рівнинний острів в складі Багамських островів. В адміністративному відношенні відноситься до району Гранд-Кі. Тут розташоване містечко Волкерс-Кі-Таун.
Острів розташований на півночі архіпелагу Абако за 169 км на схід від півострову Флорида. На східній окраїні розташований аеромаяк. Площа острова 15 км², довжина 1,3 км, ширина від 88 до 485 м. Висота на південному заході — 1 м.

## Туризм
Волкерс-Кі відомий своїм прибережним мілководдям. Тут мешкає багато риб, особливо акул, яких можна годувати з рук. Окрім цього тут розвинений дайвінг. 2002 року бар'єрний риф з навколишніми водами на північ від острова були оголошені національним парком.